# Johannes Minckwitz
Pour l’article homonyme, voir Johannes Minckwitz (joueur d'échecs).
Johannes Minckwitz (né le 21 janvier 1812 à Lückersdorf en Haute-Lusace et décédé le 29 décembre 1885 à Neuenheim, Heidelberg) est un poète, traducteur et philologue saxon.

## Biographie
Après avoir terminé ses études, Minckwitz obtient un poste d'enseignant à l'Institut Blochmann (de) de Dresde en 1840 pour une période de deux ans. En 1855 , il est à l'Université de Leipzig et a tenu des conférences privées sur la poésie grecque et allemande.  Noël 1861, il est nommé professeur associé.
Minckwitz est l'administrateur littéraire de l'écrivain August von Platen et publie en 1852 son héritage poétique et littéraire en deux volumes. En 1838, lorsqu'il publie la biographie de Platen dans ses lettres littéraires, Minckwitz est également considéré comme son successeur littéraire légitime.
Son fils Johannes Minckwitz est également écrivain. Il préfère être un maître des échecs, mais plus tard il publie de la littérature sur les échecs.
Johannes Minckwitz a trouvé son dernier repos au Bergfriedhof de Heidelberg, dans le D.

## Travaux (sélection)

### En tant qu'auteur
- Johannes Minckwitz, Lehrbuch der deutschen Verskunst, Leipzig, 1878.
- Johannes Minckwitz, Taschenwörterbuch der Mythologie aller Völker, Leipzig, 1883.
- Johannes Minckwitz, Der Tempel. Mythologie aller Kulturvölker, Leipzig, 1880.
- Johannes Minckwitz, Lehrbuch der rhythmischen Malerei der deutschen Sprache, Leipzig, 1858.
- Johannes Minckwitz, Der illustrierte neuhochdeutsche Parnaß, Leipzig, 1864.
- Johannes Minckwitz, Vorschule zum Homer, Stuttgart, 1863.
- Johannes Minckwitz, Katechismus der Mythologie aller Kulturvölker, Leipzig Oehmigke, 1874.
- Johannes Minckwitz, Die deutsche Dichtkunst. Satirisch-komisches Lehrgedicht, Leipzig, 1837.
- Johannes Minckwitz, Der Prinzenraub. Schauspiel, Leipzig, 1839.
- Johannes Minckwitz, Gedichte, Leipzig, 1847.
- Johannes Minckwitz, Lieder und Oden, Leipzig, 1854.
- Johannes Minckwitz, Der Künstler. Novelle, Leipzig, 1862.
- Johannes Minckwitz, Die Weisen des Morgenlands, Leipzig, 1865.
- Johannes Minckwitz, Dem neuen Kaiser, Leipzig, 1871.
- Johannes Minckwitz, Graf von Platen als Mensch und Dichter. Literaturbriefe, Leipzig, 1838.

### En tant que traducteur
- Äschylos (trad. Johannes Minckwitz), Tragödien, Stuttgart, Metzler, 1853.
- Lukianos (trad. Johannes Minckwitz), Werke, Leipzig, Hinrichs, 1836.
- Sophokles (trad. Johannes Minckwitz), Tragödien, Stuttgart, Metzler, 1853.
- Homer (trad. Johannes Minckwitz), Gesänge, Leipzig, Hinrichs, 1854/56.
- Pindar (trad. Johannes Minckwitz), Werke.
- Euripides (trad. Johannes Minckwitz), Dramen, Berlin, Langenscheidt, 1911.
- Aristophanes (trad. Johannes Minckwitz), Lustspiele, Berlin, Langenscheidt, 1921.